# Kidžúró Šidehara
Kidžúró Šidehara (japonsky 幣原 喜重郎, Šidehara Kidžúró, 13. září 1872 Kadoma – 10. března 1951Tokio) byl japonský politik a diplomat. Po porážce Japonska ve druhé světové válce se stal jako všeobecně známý pacifista a obdivovatel USA premiérem Japonska a byl jím v letech 1945–1946. V letech 1924–1927 a 1929–1931 byl ministrem zahraničních věcí, v letech 1930–1931 byl pověřen řízením úřadu premiéra, roku 1947 byl místopředsedou vlády.

## Život
Před druhou světovou válkou se jako ministr zahraničních věcí snažil navzdory převládajícímu militarismu a anekcionismu vlády udržet dobré vztahy s Čínou, Británií i USA. Byl též japonským velvyslancem v Nizozemsku a Spojených státech, pracoval i na ambasádách v Londýně a Antverpách. Pojem "šideharovská diplomacie" se v Japonsku stal synonymem pro liberální zahraniční politiku.
V letech 1930–1931 zastupoval premiéra Osači Hamagučiho, který byl vážně zraněn při atentátu. Jeho pozice na ministerstvu i v kabinetu však byla ztracena právě v roce 1931, kdy militaristické síly, bez souhlasu vlády, vtrhly do Mandžuska. Jeho vliv poklesl a angažoval se pouze ve sněmovně lordů (měl šlechtický titul). Jeho čas přišel opět až na konci války. Díky dobré pověsti u Američanů a brilantní znalosti angličtiny, byl jmenován druhým poválečným premiérem (jeho předchůdce však sloužil jen 54 dní, klíčová práce složité diplomacie poraženého státu byla na něm). Dle McArthurových direktiv jeho kabinet připravil novou ústavu, do níž vkomponoval proslulý článek 9, který omezuje japonskou suverenitu a nedovoluje mu plně rozvíjet vojenské operace.
Pokoušel se stát přijatelným vůdcem i na domácí scéně. Stal se předsedou Pokrokové strany (Šinpo-tó). Avšak nenapomohlo mu, že jeho žena Masako byla dcerou zakladatele automobilky Mitsubishi Iwasaki Jataróa. Sílící politická levice a liberálové měli dojem, že Šideharova konzervativní ekonomická politika je diktována právě z lůna firmy Mitsubishi a on rychle ztrácel popularitu. Po neúspěchu své strany a naopak triumfu Liberální strany ve volbách roku 1946, Šidehara odstoupil. Poté, co roku 1947 Tecu Katajama zformoval socialistický kabinet, Šidehara vstoupil do Liberální strany, aby mohl účinně levici oponovat a posunul Liberální stranu doprava.